# 奥迪Q2

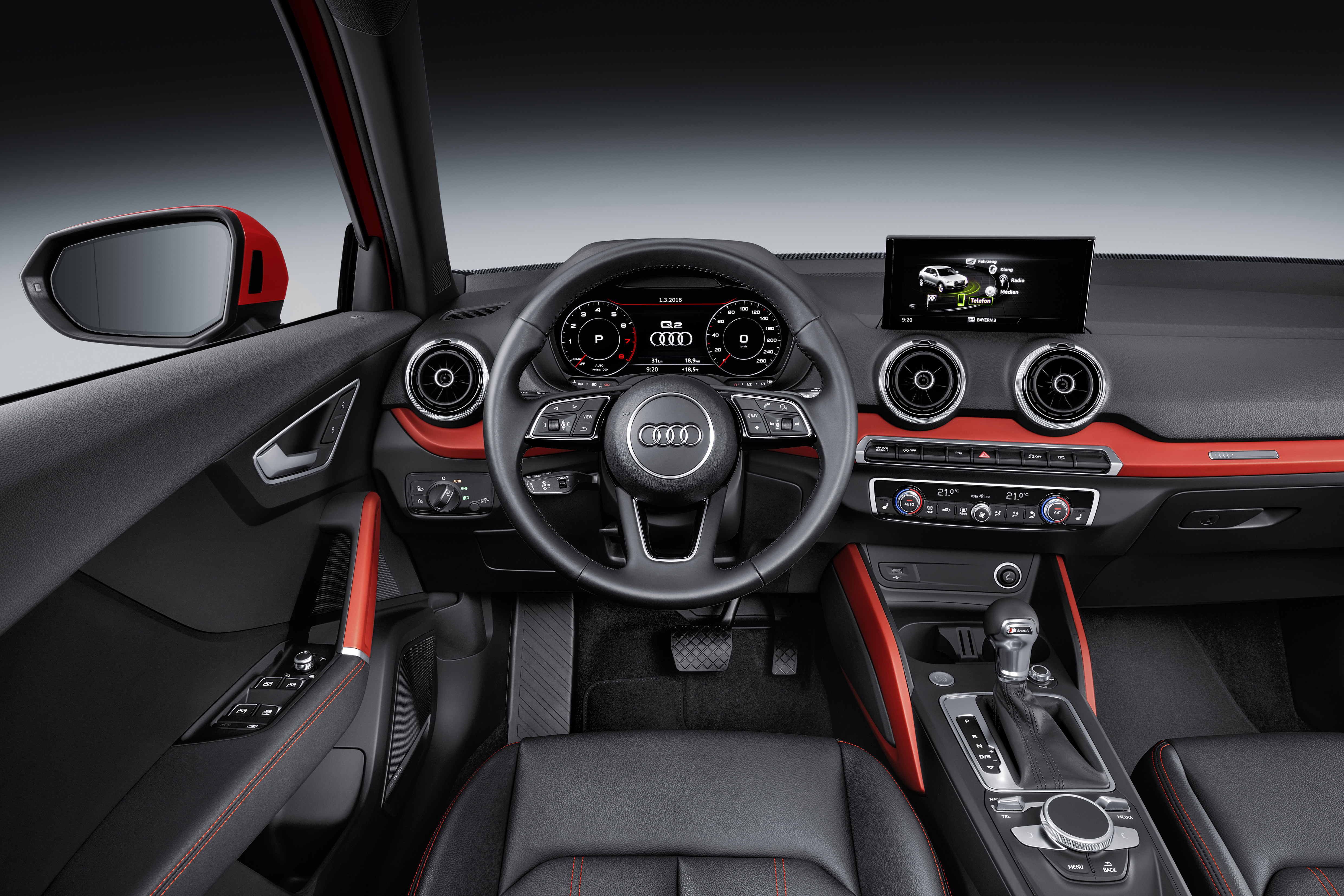
内飾

奧迪Q2（Audi Q2）是奧迪出品的一款迷你SUV，2016年3月1日面世，在大众集团MQB平台上生産。Q2于2016年11月在歐洲首先上市。其最低配的款式于歐洲的售價為£20,230。

## 外部連接
- 官方网站（德文）